# Alfred Leurquin
Pour les articles homonymes, voir Leurquin.
Emile Alfred Leurquin, né le 2 février 1876 à Corroy-le-Grand et décédé le 26 juillet 1951 à Wavre est un homme politique libéral belge.
En 1926, il est élu conseiller de Wavre et est maire de la ville de 1927 à 1949 
Il est élu sénateur libéral pour l'arrondissement de Nivelles (1925-1929), pour la province du Brabant (1929-1932), pour l'arrondissement de Nivelles (1936-1946). 
Un square de Wavre porte son nom.

## Sources externes
- Paul VAN MOLLE, Het Belgisch Parlement, 1894-1972, Antwerpen, 1972.
- Liberaal Archief